# Joeropsis affinis
Joeropsis affinis är en kräftdjursart som beskrevs av Oleg Grigor'evich Kussakin 1961. Joeropsis affinis ingår i släktet Joeropsis och familjen Joeropsididae. Inga underarter finns listade i Catalogue of Life.